# وارطان استپانیان
وارطان استپانیان (انگلیسی: Vardan Stepanyan; مشهور به دوشمان وارطان ۹ مارس ۱۹۶۶ – درگذشته ۳ ژوئیهٔ ۱۹۹۲) فرمانده نظامی اهل ارمنستان در جریان جنگ قره‌باغ بود. او در ارمنستان به عنوان یک قهرمان شناخته می‌شود.

## ابتدای زندگی و خدمت در افغانستان
وی در ۹ مارس ۱۹۶۶ در ایروان به دنیا آمد. وی از سال ۱۹۸۴ تا ۱۹۸۶ در افغانستان خدمت نمود؛ وی در دانشکده حقوق دانشگاه دولتی ایروان تحصیل نمود.

## جنگ قره‌باغ
استپانیان در ابتدای ۱۹۸۸ به جنبش قره‌باغ ملحق شد. در روزهای ۸–۹ مه ۱۹۹۲ نیروهای ارمنی شوشی را تصرف نمودند بدین ترتیب محاصره استپاناکرت شکسته شد. نیروهای آذری را مجبور به عقب‌نشینی شدند. استپانیان در آزادسازی شوشی فعالانه شرکت نمود. وارطان استپانیان در روز ۳ ژوئیهٔ ۱۹۹۲ در سن ۲۶ سالگی در در روستای میروشن، استان مارتونی بر اثر انفجار مین کشته شد.

## میراث و یادمان
استپانیان در آرامستان نظامی یرابلور در ایروان پایتخت ارمنستان به خاک سپرده شد.

## نشان‌ها
- مدال شجاعت (روسیه)[۲]
- Jubilee Medal "70 Years of the Armed Forces of the USSR"[۲]
- Order of Combat Cross[۳]